# Campionato americano femminile di pallacanestro 2013
Il 12º Campionato americano femminile di pallacanestro FIBA (noto anche come FIBA Americas Championship for Women 2013) si è svolto dal 21 al 28 settembre 2013 a Xalapa, nello Stato di Veracruz in Messico. Cuba ha vinto il titolo per la quarta volta, battendo in finale il Canada.
I Campionati americani femminili di pallacanestro sono una manifestazione biennale tra le squadre nazionali organizzato dalla FIBA Americas. L'edizione 2013 ha garantito la qualificazione alle prime tre squadre classificate al Campionato mondiale femminile di pallacanestro 2014 in Turchia.

## Squadre partecipanti
Le qualificazioni sono state effettuate sulla base delle sotto-zone FIBA.
Per il Sud America si sono qualificati Argentina, Brasile, Cile e Venezuela.
Per l'America Centrale si sono qualificati, oltre al Messico paese organizzatore, Cuba, Rep. Dominicana, Giamaica e Porto Rico.
Gli Stati Uniti in quanto già qualificati ai Mondiali 2014 hanno rinunciato a partecipare, mentre per il Nord America il Canada è stato qualificato automaticamente.
Il sorteggio, tenuto a Porto Rico ha designato i due gruppi.
| Girone A - Canada - Cile - Cuba - Giamaica - Venezuela | Girone B - Argentina - Porto Rico - Brasile - Messico - Rep. Dominicana |

## Sede delle partite
| Fase          | Città  | Impianto      |
| ------------- | ------ | ------------- |
| Intero torneo | Xalapa | Gimnasio USBI |

## Prima fase
Le 10 squadre sono state suddivise in due gironi all'italiana da 5 squadre ciascuno. Le prime due classificate di ogni girone si sono qualificate per le semifinali.

### Gruppo A
| Squadra   | P.ti | G | V | P | PF  | PS  | DP   |
| --------- | ---- | - | - | - | --- | --- | ---- |
| Canada    | 8    | 4 | 4 | 0 | 310 | 173 | +137 |
| Cuba      | 7    | 4 | 3 | 1 | 282 | 235 | +47  |
| Cile      | 5    | 4 | 1 | 3 | 258 | 311 | -53  |
| Giamaica  | 5    | 4 | 1 | 3 | 225 | 285 | -60  |
| Venezuela | 5    | 4 | 1 | 3 | 255 | 326 | -71  |

### Gruppo B
| Squadra         | P.ti | G | V | P | PF  | PS  | DP   |
| --------------- | ---- | - | - | - | --- | --- | ---- |
| Brasile         | 8    | 4 | 4 | 0 | 364 | 202 | +162 |
| Porto Rico      | 7    | 4 | 3 | 1 | 301 | 289 | +12  |
| Argentina       | 6    | 4 | 2 | 2 | 273 | 251 | +22  |
| Rep. Dominicana | 5    | 4 | 1 | 3 | 230 | 335 | -105 |
| Messico         | 4    | 4 | 0 | 4 | 235 | 326 | -91  |

## Fase finale
|  | Semifinali | Semifinali | Semifinali |      |        | Finale          | Finale          | Finale          |  |
|  |            |            |            |      |        |                 |                 |                 |  |
|  | Canada     | Canada     | 73         |      |        |                 |                 |                 |  |
|  | Canada     | Canada     | 73         |      |        |                 |                 |                 |  |
|  | Porto Rico | Porto Rico | 48         |      |        |                 |                 |                 |  |
|  | Porto Rico | Porto Rico | 48         |      | Canada | Canada          | 71              |                 |  |
|  |            |            |            |      | Canada | Canada          | 71              |                 |  |
|  |            |            | Cuba       | Cuba | 79     |                 |                 |                 |  |
|  | Brasile    | Brasile    | Cuba       | Cuba | 79     | 68              |                 |                 |  |
|  | Brasile    | Brasile    |            |      |        | 68              |                 |                 |  |
|  | Cuba       | Cuba       | 72         |      |        | Finale 3º posto | Finale 3º posto | Finale 3º posto |  |
|  | Cuba       | Cuba       | 72         |      |        |                 |                 |                 |  |
|  |            |            |            |      |        |                 |                 |                 |  |
|  |            |            |            |      |        | Porto Rico      | Porto Rico      | 56              |  |
|  |            |            |            |      |        | Porto Rico      | Porto Rico      | 56              |  |
|  |            |            |            |      |        | Brasile         | Brasile         | 66              |  |

## Classifica finale
| Campione d'America | Campione d'America | Campione d'America | Campione d'America |
| --- | ------------------ | --- | ------------------ |
| Cuba4 Ochoa, 5 Casanova, 6 Galindo, 7 Gelis, 8 Romero, 9 Amargo, 10 Povea, 11 Cepeda, 12 Noblet, 13 Fernández, 14 Oquendo, 15 Ávila, All. Alberto Zabala |                    | |                    |
| Argento | Canada             | Canada4 Phillips, 5 Nurse, 6 Thorburn, 7 Pilypaitis, 8 Smith, 9 Ayim, 10 Colley, 11 Achonwa, 12 Murphy, 13 Tatham, 14 Ross, 15 Keane, All. Lisa Thomaidis                  |                    |
| Bronzo | Brasile            | Brasile4 Adrianinha, 5 Karla, 6 Chuça, 7 Patty, 8 Tainá, 9 Joice Coelho, 10 Tati, 11 Clarissa, 12 Damiris, 13 Nádia, 14 Fabi, 15 Débora, All. Luiz Zanon                   |                    |
| 4. | Porto Rico         | Porto Rico4 Rosado, 5 Prim, 6 Sepúlveda, 7 Bermúdez, 8 Cortijo, 9 Quiñones, 10 Crespo, 11 García, 12 Morales, 13 Ojeda, 14 Plácido, 15 Rosario, All. Omar González         |                    |
| 5. | Argentina          | Argentina4 Rosset, 5 Thomas, 6 Reggiardo, 7 Cabrera, 8 Liñeira, 9 Flores, 10 Burani, 11 Gretter, 12 Santana, 13 Pérez, 14 Sánchez, 15 Vega, All. Cristian Santander        |                    |
| 5. | Cile               | Cile4 Gamboa, 5 de la Quintana, 6 Morales, 7 Morrison, 8 Rojas, 9 Fuentes, 10 Soto, 11 Naranjo, 12 Koljanin, 13 Gómez, 14 Cousiño, 15 Basáez, All. Ricardo González        |                    |
| 7. | Rep. Dominicana    | Rep. Dominicana4 Cáceres, 5 Morton, 6 Estrella, 7 Paniagua, 8 Abreu, 9 Evangelista, 10 Molina, 11 Soto, 12 Mosquete, 13 Santos, 14 Beltré, 15 Monsac, All. Ariel Portuondo |                    |
| 7. | Giamaica           | Giamaica4 Edwards, 5 Gardner, 6 Smith, 7 Gordon, 8 Dixon, 9 McKenzie, 10 Mitchell, 11 Latouche, 12 Salmon, 13 Gidden, 14 Lamonth, 15 Ashmeade, All. Timothy Eatman         |                    |
| 9. | Venezuela          | Venezuela4 Requena, 5 Silva, 6 Corrales, 8 Márquez, 9 Wallen, 10 Ortega, 11 Torres, 12 Blanco, 13 Landaeta, 14 Pérez, 15 Marcano, All. Óscar Silva                         |                    |
| 9. | Messico            | Messico4 Castro, 5 Bibbs, 6 Moreno, 7 A. García, 8 S. García, 9 Silva, 10 Morales, 11 M. García, 12 Guardiola, 13 Lara, 14 Camacho, 15 Orozco, All. Ray Santana            |                    |